# Lijst van voetbalinterlands Burundi - Zimbabwe
Deze lijst van voetbalinterlands is een overzicht van alle officiële voetbalwedstrijden tussen de nationale teams van Burundi en Zimbabwe. De landen speelden tot op heden twee keer tegen elkaar. De eerste ontmoeting was een kwalificatiewedstrijd voor de Afrika Cup 2013 op 29 februari 2012 in Bujumbura. Het laatste duel, de returnwedstrijd in dezelfde kwalificatiereeks, werd gespeeld in Harare op 17 juni 2012.

## Wedstrijden
| № | Plaats    | Datum            | Competitie                   | Wedstrijd          | Uitslag |
| - | --------- | ---------------- | ---------------------------- | ------------------ | ------- |
| 1 | Bujumbura | 29 februari 2012 | Afrika Cup 2013 kwalificatie | Burundi − Zimbabwe | 2 − 1   |
| 2 | Harare    | 17 juni 2012     | Afrika Cup 2013 kwalificatie | Zimbabwe − Burundi | 1 − 0   |

## Samenvatting
| Competitie              | Totaal gespeeld | Winst Burundi | Gelijk | Winst Zimbabwe | Doelsaldo Burundi – Zimbabwe |
| ----------------------- | --------------- | ------------- | ------ | -------------- | ---------------------------- |
| Afrika Cup-kwalificatie | 2               | 1             | 0      | 1              | 2 − 2                        |
| Totaal                  | 2               | 1             | 0      | 1              | 2 − 2                        |

Wedstrijden bepaald door strafschoppen worden, in lijn met de FIFA, als een gelijkspel gerekend.
FFB · Burundees vrouwenelftal · Olympisch elftal
Interlands
Tegenstander:
Algerije ·
Angola ·
Bahrein ·
Bangladesh ·
Benin ·
Botswana ·
Burkina Faso ·
Centraal-Afrikaanse Republiek ·
Comoren ·
Congo-Brazzaville ·
Congo-Kinshasa ·
Djibouti ·
Egypte ·
Eritrea ·
Ethiopië ·
Gabon ·
Gambia ·
Ghana ·
Guinee ·
Indonesië ·
Ivoorkust ·
Kameroen ·
Kenia ·
Lesotho ·
Liberia ·
Madagaskar ·
Malawi ·
Mali ·
Marokko ·
Mauritanië ·
Mauritius ·
Myanmar ·
Namibië ·
Niger ·
Nigeria ·
Oeganda ·
Palestina ·
Rwanda ·
Senegal ·
Seychellen ·
Sierra Leone ·
Soedan ·
Somalië ·
Tanzania ·
Tunesië ·
Zambia ·
Zimbabwe ·
Zuid-Afrika ·
Zuid-Soedan
ZFA ·
Bondscoaches ·
Selecties · 
Topscorers · 
Zimbabwaans vrouwenelftal
1980 – 1989 · 
1990 – 1999 · 
2000 – 2009 · 
2010 – 2019 ·
2020 − 2029
1980 · 
1981 · 
1982 · 
1983 · 
1984 · 
1985 · 
1986 · 
1987 · 
1988 · 
1989 · 
1990 · 
1991 · 
1992 · 
1993 · 
1994 · 
1995 · 
1996 · 
1997 · 
1998 · 
1999 · 
2000 · 
2001 · 
2002 · 
2003 · 
2004 · 
2005 · 
2006 · 
2007 · 
2008 · 
2009 · 
2010 · 
2011 · 
2012 · 
2013 · 
2014 ·
2015 ·
2016 ·
2017 ·
2018 · 
2019 ·
2020 ·
2021 ·
2022 ·
2023
Algerije ·
Angola ·
Australië ·
Bahrein ·
Benin ·
Bosnië en Herzegovina · 
Botswana ·
Brazilië · 
Burkina Faso ·
Burundi ·
Centraal-Afrikaanse Republiek ·
China ·
Comoren ·
Congo-Brazzaville ·
Congo-Kinshasa ·
Djibouti ·
Egypte ·
Eritrea ·
Ethiopië ·
Gabon ·
Ghana ·
Guinee ·
Indonesië ·
Ivoorkust ·
Jordanië ·
Kaapverdië ·
Kameroen ·
Kenia ·
Koeweit ·
Lesotho ·
Liberia ·
Libië ·
Madagaskar ·
Malawi ·
Mali ·
Marokko ·
Mauritanië ·
Mauritius ·
Mozambique ·
Namibië ·
Nigeria ·
Oeganda ·
Oman ·
Rwanda ·
Qatar ·
Saoedi-Arabië ·
Senegal ·
Seychellen ·
Soedan ·
Somalië ·
Swaziland ·
Tanzania ·
Togo ·
Tunesië ·
Vietnam ·
Zaïre ·
Zambia ·
Zuid-Afrika · 
Zwitserland